# Misión de Apoyo de las Naciones Unidas en Libia

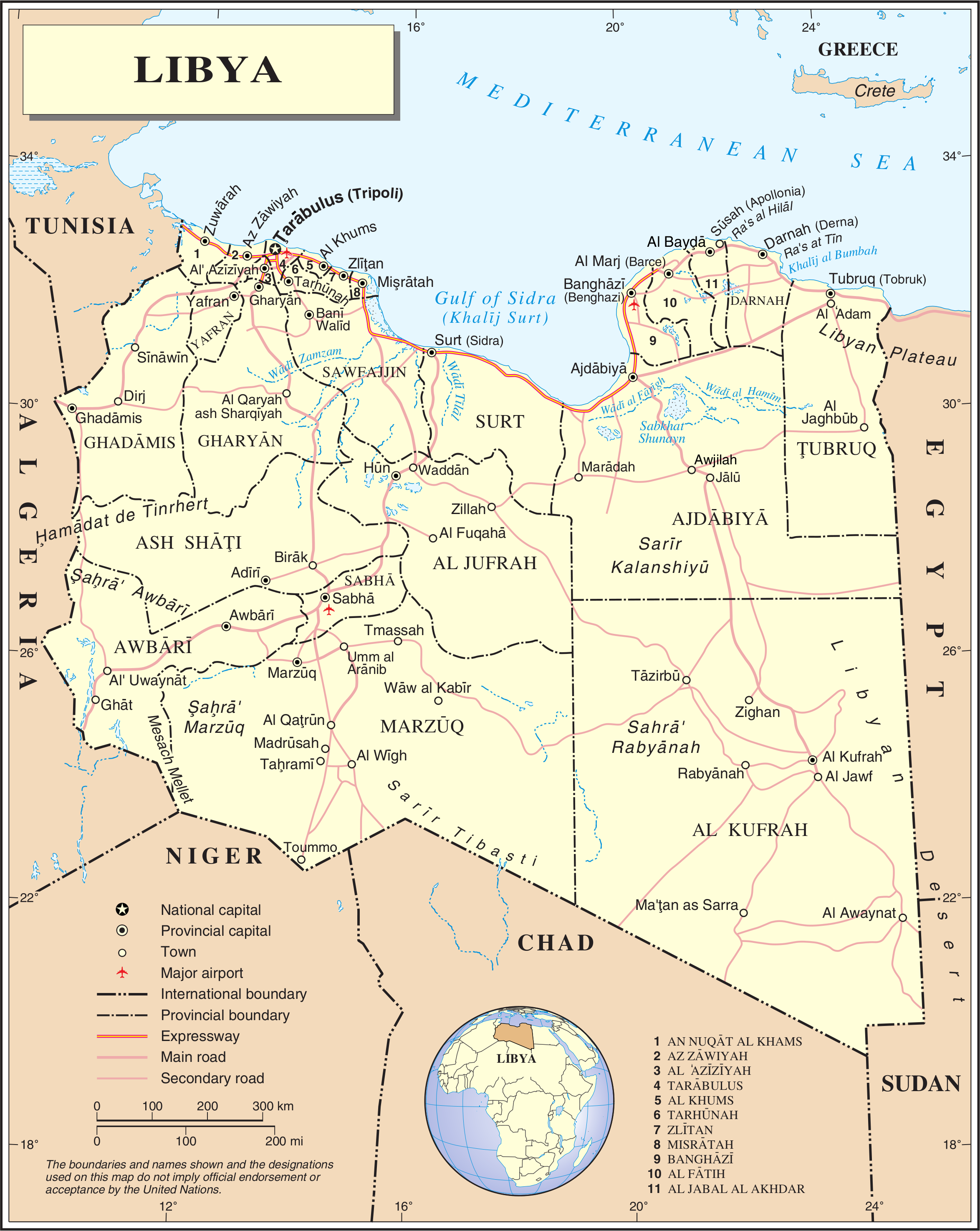
Mapa de las Naciones Unidas de Libia, con ciudades, carreteras y los veintidós distritos o Shabiyah actuales de Libia.

La Misión de Apoyo de las Naciones Unidas en Libia (también conocida por las siglas UNSMIL, del inglés United Nations Support Mission in Libya) fue autorizada por la resolución 2009 del Consejo de Seguridad de las Naciones Unidas del 16 de septiembre de 2011, por un periodo inicial de tres meses. Tiene por objetivo asistir a las autoridades libias para restaurar la seguridad y el Estado de Derecho, promoviendo el diálogo político y la reconciliación nacional; en un primer tiempo también se le encomendó asistir al Consejo Nacional de Transición en la redacción de una constitución para Libia.
La UNSMIL fue aprobada después de seis meses de iniciarse el conflicto armado en Libia, y fue enfocada al apoyo de las autoridades civiles en sus responsabilidades una vez finalizadas las hostilidades. La UNSMIL es una misión política, no militar, coordinada por el Departamento de Asuntos Políticos de las Naciones Unidas. Estuvo encabezada por el español  Bernardino Leon, representante especial del Secretario General en Libia y posteriormente por el alemán Martin Kobler. 
En junio de 2017 el Secretario General de NNUU  nombró al profesor y político libanés Ghassan Salamé como su representante especial y jefe de la Misión de Apoyo de las Naciones Unidas a Libia. En esta nueva fase, su misión es apoyar a las instituciones legitimadas por el Acuerdo Político Libio de Sjirat: el Gobierno de Acuerdo Nacional y la Cámara de Representantes para llevar a buen término la reconciliación nacional libia y la reforma de las instituciones políticas.